# Fluminicola merriami
The Pahranagat pebblesnail tiếng Anh thường gọi là Pahranagat Valley turban snail, danh pháp khoa học Fluminicola merriami, là một loài ốc nước ngọt từ rất nhỏ đến nhỏ có nắp, là động vật thân mềm chân bụng sống dưới nước thuộc họ Hydrobiidae. Đây là loài đặc hữu của Hoa Kỳ.